# 三重県道634号小林鹿間線
三重県道634号小林鹿間線（みえけんどう634ごう こばやししかません）は、三重県四日市市を通る一般県道である。

## 概要
四日市市小林町から四日市市鹿間町に至る。

### 路線データ
- 起点：三重県四日市市小林町（字小林新田3008の1の24番地先[1][2]：小林町交差点、三重県道44号宮妻峡線交点）
- 終点：三重県四日市市鹿間町（字市場156の14番地先[1][2]：三重県道407号三畑四日市線交点）
- 総延長：3.77 km

## 歴史
- 1959年（昭和34年）
  - 1月25日 - 認定[3]

起点：三重県四日市市小林町
終点：三重県四日市市鹿間町
  - 3月31日 - 道路区域の決定[4]
  - 5月19日 - 道路の供用開始[5]

三重県四日市市小林町字小林新田3008の1の24番地先から三重県四日市市山田町字吉田原2252番地先を経て三重県四日市市鹿間町字市場156の14番地先まで（延長 3.77 km）

## 路線状況

### 道路施設

#### 橋梁
- 北川橋（足見川、四日市市）
- 向山橋（鎌谷川、四日市市）
- 鹿間橋（内部川、四日市市）

## 地理

### 通過する自治体
- 三重県
  - 四日市市

### 交差する道路
| 交差する道路                                                                  | 交差する場所 | 交差する場所        |
| ----------------------------------------------------------------------------- | ------------ | ------------------- |
| 三重県道44号宮妻峡線                                                          | 小林町       | 小林町交差点 / 起点 |
| 三重県道140号四日市菰野大安線 / ミルクロード 三重県道632号水沢本町采女線 重複 | 山田町       | 山田町交差点        |
| 三重県道407号三畑四日市線                                                     | 鹿間町       | 終点                |

### 沿線
- 太陽化学 南部工場
- JSP 四日市第二工場
- 久間田郵便局